# Доштат (комуна)
Доштат (рум. Doștat) — комуна у повіті Алба в Румунії. До складу комуни входять такі села (дані про населення за 2002 рік):
- Боз (445 осіб)
- Доштат (607 осіб) — адміністративний центр комуни
- Дялу-Доштатулуй (20 осіб)

Комуна розташована на відстані 245 км на північний захід від Бухареста, 23 км на південний схід від Алба-Юлії, 91 км на південь від Клуж-Напоки, 141 км на захід від Брашова.

## Населення
За даними перепису населення 2002 року у комуні проживали 1072 особи.
Національний склад населення комуни:
| Національність | Кількість осіб | Відсоток |
| -------------- | -------------- | -------- |
| румуни         | 1060           | 98,9%    |
| німці          | 6              | 0,6%     |
| цигани         | 5              | 0,5%     |
| угорці         | 1              | 0,1%     |

Рідною мовою назвали:
| Мова      | Кількість осіб | Відсоток |
| --------- | -------------- | -------- |
| румунська | 1066           | 99,4%    |
| німецька  | 6              | 0,6%     |

Склад населення комуни за віросповіданням:
| Релігія                                       | Кількість осіб | Відсоток |
| --------------------------------------------- | -------------- | -------- |
| православні                                   | 1016           | 94,8%    |
| п'ятдесятники                                 | 38             | 3,5%     |
| бретрени                                      | 6              | 0,6%     |
| греко-католики                                | 4              | 0,4%     |
| лютерани                                      | 4              | 0,4%     |
| лютерани (Синодально-пресвітеріанська церква) | 2              | 0,2%     |